# 貝爾丁島

貝爾丁島（英語：Belding Island），是南極洲的島嶼，長6公里，處於沃特金斯島南端以西，屬於比斯科群島的一部分，根據英國探險隊拍攝的空中照片繪入地圖，現時由南極條約體系管理。